# 南極地域観測統合推進本部
南極地域観測統合推進本部（なんきょくちいきかんそくとうごうすいしんほんぶ）は、日本による南極観測の実施にあたり、関係各行政機関との連絡・協議、観測計画の策定などの統合推進を目的として、文部科学大臣を本部長として文部科学省内に設置されている組織である。略称は南極本部。

## 概要
「南極地域観測への参加および南極地域観測統合推進本部の設置について」（昭和30年（1955年）11月4日閣議決定）に基づいて設置されているもので、その任務は「南極地域観測の準備及び実施について、関係各行政機関との連絡協議及び南極地域観測の計画策定等その統合推進に関する事務を行うものとする」とされている。日本の南極観測は、この閣議決定に基づいて関係各省庁の共同観測事業として実施されているもので、南極本部では観測実施計画、観測隊員の人選等の主要事項を審議している。
本部長は文部科学大臣（2001年の中央省庁再編までは文部大臣）であり、庶務、および観測隊の用務の遂行にともなう事務は、文部科学省研究開発局が処理している。このため、同局海洋地球課に極域科学企画官および担当職員が置かれている。
2018年現在、本部には総会と本部連絡会、および常設委員会として以下の3委員会が置かれている。
1. 観測・設営計画委員会 - 南極地域観測事業に関する中長期計画、並びに南極地域観測隊の観測・設営に関する隊次計画に係る事項。
2. 輸送計画委員会 - 南極地域観測事業に関する輸送体制に係る事項。
3. 外部評価委員会 - 南極地域観測事業の実施状況等の評価に係る事項。

## 構成
「南極地域観測への参加および南極地域観測統合推進本部の設置について」（平成22年（2010年）11月2日一部改正）による。
| 役職                                             | 委員 | 沿革                                                                                        |
| ------------------------------------------------ | --- | ------------------------------------------------------------------------------------------- |
| 本部長                                           | 文部科学大臣                                                                                                | 文部大臣 →2000年12月26日 変更                                                               |
| 副本部長                                         | （削除） | 日本学術会議会長 →1971年6月29日 削除                                                        |
| 副本部長                                         | （削除） | 内閣官房長官 →1957年7月30日 総理府総務副長官 →1984年6月29日 総理府次長 →2000年12月26日 削除 |
| 副本部長                                         | 文部科学事務次官                                                                                            | 文部事務次官 →2000年12月26日 変更                                                           |
| 副本部長                                         | 本部長が特に指定する関係省庁の事務次官                                                                      |                                                                                             |
| 委員                                             | |                                                                                             |
| 日本学術会議事務局長                             | 1971年6月29日 削除 2000年12月26日 再加入                                                                    |                                                                                             |
| 総務省情報通信政策局長                           | 郵政省電波管理局長 →1984年6月29日 郵政省通信政策局長 →2000年12月26日 総務省情報通信政策局長                 |                                                                                             |
| 外務省大臣官房地球規模課題審議官兼国際協力局大使 | 外務省国際連合局長 →1984年6月29日 外務省大臣官房長 →2006年12月26日 変更                                     |                                                                                             |
| 財務省主計局長                                   | 大蔵省主計局長 →2000年12月26日 変更                                                                         |                                                                                             |
| 文部科学省研究開発局長                           | 文部省大学学術局長 →1974年6月25日 文部省学術国際局長 →2000年12月26日 変更                                   |                                                                                             |
| （削除）                                         | 1961年7月11日 科学技術庁計画局長（追加） →1986年10月14日 科学技術庁研究開発局長 →2000年12月26日 削除        |                                                                                             |
| 厚生労働省健康局長                               | 厚生省公衆衛生局長 →1984年6月29日 厚生省保健医療局長 →2000年12月26日 変更                                   |                                                                                             |
| 農林水産省総合食料局長                           | 食糧庁長官 →2006年12月26日 変更                                                                             |                                                                                             |
| 水産庁長官                                       | |                                                                                             |
| 経済産業省産業技術環境局長                       | 通商産業省工業技術院長 →2000年12月26日 変更                                                                 |                                                                                             |
| 国土交通省海事局長                               | 運輸省船舶局長 →1984年6月29日 運輸省海上技術安全局長 →2000年12月26日 変更                                   |                                                                                             |
| 国土交通省航空局長                               | 1974年6月25日 運輸省航空局長（追加） →2000年12月26日 変更                                                   |                                                                                             |
| 国土交通省国土地理院長                           | 建設省国土地理院長 →2000年12月26日 変更                                                                     |                                                                                             |
| 気象庁長官                                       | |                                                                                             |
| 海上保安庁長官                                   | |                                                                                             |
| 環境省自然環境局長                               | 1974年6月25日 環境庁自然保護局長（追加） →2000年12月26日 変更                                               |                                                                                             |
| 防衛省人事教育局長                               | 防衛庁人事教育局長 →1984年6月29日 防衛庁教育訓練局長 →1997年6月27日 防衛庁教育訓練局長 →2006年12月26日 変更 |                                                                                             |
| 学識経験者のうち文部科学大臣が委嘱するもの若干名 | |                                                                                             |
| 幹事                                             | 関係各行政機関の職員のうちから文部科学大臣が委嘱                                                            |                                                                                             |

## 沿革
1955年（昭和30年）9月、日本学術会議は、国際学術連合会議（ICSU、のちの国際科学会議、現・国際学術会議〈ISC〉）の国際地球観測年特別委員会（CSAGI）に対して、国際地球観測年（IGY、1957 - 58年）における各国共同の南極観測に日本も参加することを申し入れた。これが受け容れられたため、日本学術会議は9月29日、日本政府に対し、関係各省庁の協力のもとに観測実施の具体策を樹立するため、万全の措置をとることを要望した。
当初、日本による南極観測はIGYの終了とともに終了することを予定していたため、法律に基づく特別な組織機構は設置されず、閣議決定にもとづく関係各省庁の共同観測事業として実施されることになった。IGYの国内観測事業計画の審議・調整については文部省の測地学審議会が担当していたことから、南極観測についても文部省に本部を置くことが妥当とされた。10月24日付で内閣官房長官から文部省に対し、「南極地域観測実施本部」（仮称）の設置が求められ、文部省では測地学審議会を所管していた大学学術局が事務を担当することになった。
11月4日の閣議において、日本の南極観測への参加と、その実施のために南極地域観測統合本部（南極本部）を文部省に設置することが閣議決定され、観測計画の立案および準備にたずさわってきた日本学術会議南極特別委員会（南特委）と密接な協力を保ちつつ、総合的な推進事務を行う体制が整備されることになった。第1回本部総会は11月10日に文部省において開催されている。
庶務は文部省大学学術局が担当することになり、主として同局学術課が行うことになった。設置後、総会などの会議を逐次開催し、観測計画の大綱、各省庁の業務分担、予算、輸送船舶、観測隊長等の人選等を協議・決定した。しかし、各省庁間の相互調整が必要になる事態が多々生じたため、南極本部事務局は、事実上の実施本部として機能することとなり、観測事業実施上のすべてのことに関与することになった。
1956年（昭和31年）4月1日、事務機構として大学学術局に南極本部事務室が開設された。
1970年（昭和45年）に国立科学博物館極地研究センターが設置されたことにともない、物資調達事務のほとんどが文部省から同センターに移管された。さらに、1973年（昭和48年）に同センターが改組されて国立極地研究所が新設されたことにともない、観測隊員の諸訓練に関する事務、観測隊との業務連絡事務等が同研究所に移管された。以後、文部省では関係諸機関との連絡調整、南極本部諸会議の運営、予算のとりまとめおよび移し替え事務、報道関係との対応などの事務を行うことになった。
なお、1974年に大学学術局が大学局と学術国際局に分割されたため、担当部局は学術国際局ユネスコ国際部国際学術課に変更された。中央省庁再編で文部省と科学技術庁が統合されて文部科学省となったのちは、文部科学省研究開発局が事務を所掌している（文部科学省組織令第9条）。
1976年（昭和51年）3月22日、「南極地域観測事業の将来計画基本方針」を策定した。以下の3点を基本とする。
1. 学術的意義の高い科学調査研究を重点的に推進すること
2. 南極資源及びその開発に関連する基礎的な調査研究を推進すること
3. 科学調査研究の国際協力の強化及び調査研究地域の拡大を図ること

以後、南極本部では原則として5か年を1単位とする計画を策定している。
2000年（平成12年）6月14日には南極本部南極地域観測将来問題検討部会が「21世紀に向けた活動指針」をとりまとめている。